# John Gatins
John Gatins (Manhattan, 16 aprile 1968) è uno sceneggiatore, regista e attore statunitense.
Nel 2013 riceve una candidatura al premio Oscar per la migliore sceneggiatura originale per il film Flight.

## Biografia
Gatins è nato a Manhattan, New York, dove il padre lavorava come agente di polizia. In seguito la sua famiglia si trasferisce nella zona di Poughkeepsie, dove Gatins  frequenta la Arlington High School. Successivamente frequenta il Vassar College, laureandosi nel 1990. Dopo gli studi Gatins si trasferisce a Los Angeles con l'intenzione di perseguire la carriera da attore. Ottiene i primi ruoli in film a basso budget come Spiritika 2 - Il gioco del diavolo e Pumpkinhead II: Blood Wings. Nel 1999 ottiene un ruolo nel film Varsity Blues diretto da Brian Robbins e prodotto da Michael Tollin. Nel 2001 inizia l'attività di sceneggiatore e firma la sceneggiatura di Il sogno di un'estate diretta da Michael Tollin e prodotta da Brian Robbins. Sempre nel 2001 Tollin dirige Hardball, seconda sceneggiatura di Gatins.
Continuando a recitare, nel 2005 Gatins scrive la sceneggiatura di Coach Carter e debutta alla regia con Dreamer - La strada per la vittoria, di cui è anche sceneggiatore. Nel 2011 è co-sceneggiatore del film di fantascienza Real Steel, basato su un breve racconto di Richard Matheson. Nel 2012 Robert Zemeckis dirige Flight, basato su una sceneggiatura di Gatins. Il film ottiene diversi riconoscimenti e Gatins ottiene una candidatura al Premio Oscar nella categoria migliore sceneggiatura originale. Assieme al fratello George, scrive la sceneggiatura di Need for Speed, adattamento cinematografico dell'omonima serie di videogiochi della Electronic Arts.

## Filmografia

### Attore
- Spiritika 2 - Il gioco del diavolo (Witchboard 2: The Devil's Doorway), regia di Kevin S. Tenney (1993)
- Pumpkinhead II: Blood Wings, regia di Jeff Burr (1994)
- Leprechaun 3, regia di Brian Trenchard-Smith (1995)
- Demoni e dei (Gods and Monsters), regia di Bill Condon (1998)
- Un altro giorno in paradiso (Another Day in Paradise), regia di Larry Clark (1998)
- Varsity Blues, regia di Brian Robbins (1999)
- Impostor, regia di Gary Fleder (2001)
- Big Fat Liar, regia di Shawn Levy (2002)
- Shaggy Dog - Papà che abbaia... non morde  (The Shaggy Dog), regia di Brian Robbins (2006)
- Norbit, regia di Brian Robbins (2007)
- Piacere Dave (Meet Dave), regia di Brian Robbins (2008)
- Harmony and Me, regia di Bob Byington (2009)
- Fred: The Movie – film TV, regia di Clay Weiner (2010)
- Fred 2: Night of the Living Fred – film TV, regia di John Fortenberry (2011)
- Real Steel, regia di Shawn Levy (2011)
- Una bugia di troppo (A Thousand Words), regia di Brian Robbins (2012)
- L'arte della truffa (Lying and Stealing), regia di Matt Aselton (2019)

### Sceneggiatore
- Il sogno di un'estate (Summer Catch), regia di Michael Tollin (2001)
- Hardball, regia di Brian Robbins (2001)
- Coach Carter, regia di Thomas Carter (2005)
- Dreamer - La strada per la vittoria (Dreamer: Inspired by a True Story), regia di John Gatins (2005)
- Real Steel, regia di Shawn Levy (2011)
- Flight, regia di Robert Zemeckis (2012)
- Need for Speed, regia di Scott Waugh (2014)
- Spectral, regia di Nic Mathieu (2016)
- Power Rangers, regia di Dean Israelite (2017)
- Kong: Skull Island, regia di Jordan Vogt-Roberts (2017)

### Regista
- Dreamer - La strada per la vittoria (Dreamer: Inspired by a True Story) (2005)

### Produttore
- Pronti alla rissa (Ready to Rumble), regia di Brian Robbins (2000)
- Il sogno di un'estate (Summer Catch), regia di Michael Tollin (2001)
- Need for Speed, regia di Scott Waugh (2014)